# Francesco Barberini (cardinale 1623)

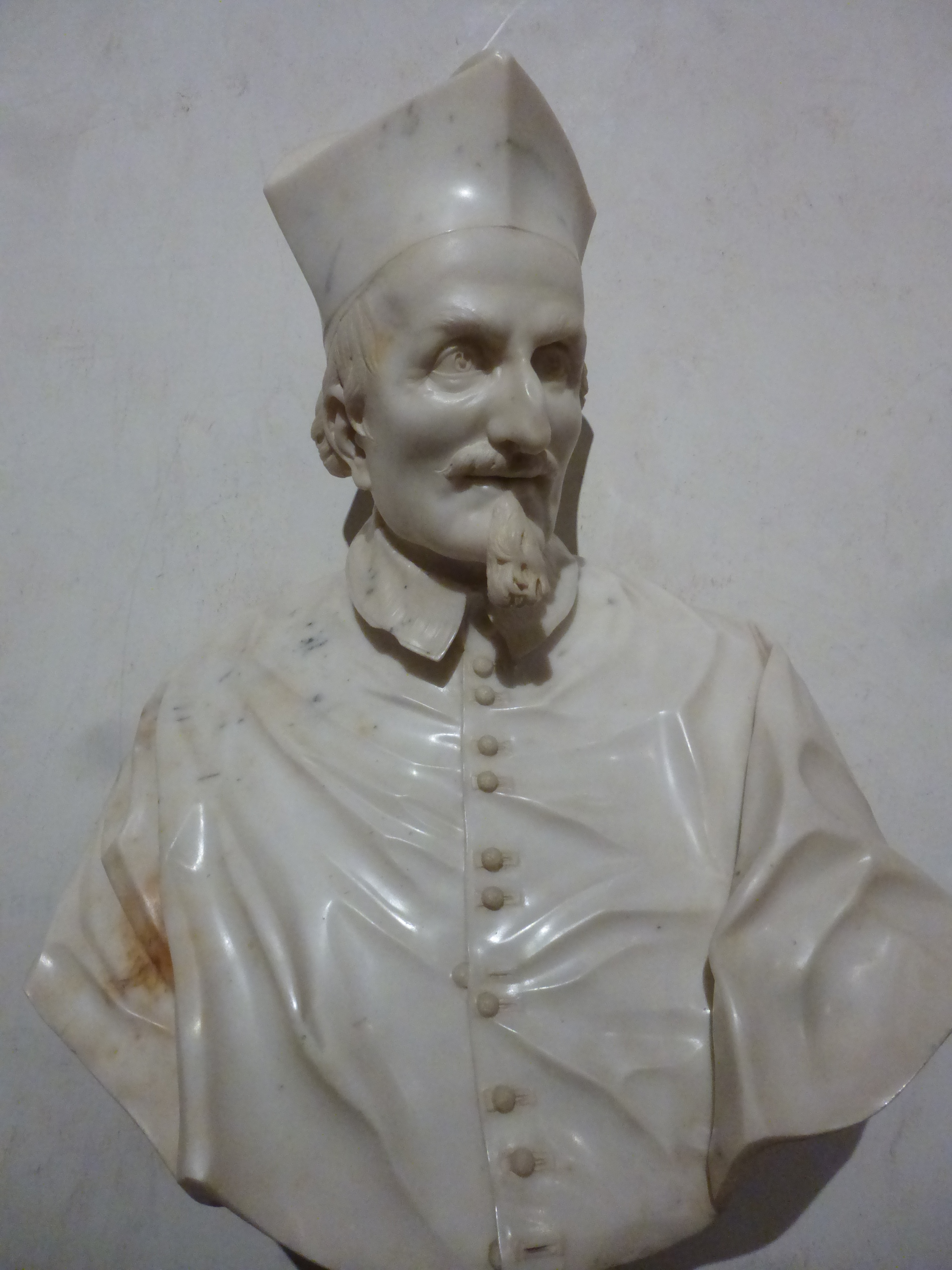
Lorenzo Ottoni, busto del cardinale Francesco Barberini, marmo, 1680 circa, Museo di Roma a Palazzo Braschi

Francesco Barberini (Firenze, 23 settembre 1597 – Roma, 10 dicembre 1679) è stato un cardinale italiano.

## Biografia

### Infanzia ed educazione
Nacque a Firenze il 23 settembre 1597 da Carlo Barberini e Costanza Magalotti e si laureò in utroque iure all'Università di Pisa nel 1623.

### Carriera ecclesiastica
Papa Urbano VIII (suo zio) lo elevò al rango di cardinale nel concistoro del 2 ottobre 1623 e ricevette il titolo di Sant'Onofrio, diaconia pro illa vice  il 20 novembre dello stesso anno; divenne governatore di Fermo, carica che tenne dal 1623 al 1644. Fino alla nomina del cardinale Pietro Maria Borghese è stato il porporato italiano più giovane.
Fu prefetto del Tribunale della Segnatura Apostolica dal 13 ottobre 1623 al 18 marzo 1628 e governatore di Tivoli dal 9 maggio 1624 al 1632. Acquistò il manoscritto dello storico tiburtino Antonio del Re, dedicato alle antichità tiburtine, inserendolo nella sua ricca biblioteca di Palazzo Barberini.
Il 13 novembre 1624 optò per la diaconia di Sant'Agata alla Suburra. Fu nominato arciprete della Basilica Vaticana nel 1625 e bibliotecario di Santa Romana Chiesa dal 1º luglio 1626 fino al 13 dicembre 1633.
Nel 1625 acquistò da Nicolas-Claude Fabri de Peiresc l'Avorio Barberini.
Nel 1627 fu nominato abate commendatario di Grottaferrata e Farfa, nel 1629 arciprete della Basilica Liberiana. Sempre nel 1627 accolse Luca Olstenio, che nel 1636 divenne suo bibliotecario.
Nel 1630 fu nominato dallo zio, papa Urbano VIII, prefetto della Congregazione della Sanità, poi vice-cancelliere di Santa Romana Chiesa, carica che tenne dal 24 novembre 1632 fino alla morte; lo stesso giorno optò per il titolo di San Lorenzo in Damaso, diaconia pro illa vice.
Come legato di Urbino favorì l'erezione nel 1636 della diocesi unite di Urbania e Sant'Angelo in Vado.
Il 14 novembre 1644 optò per l'ordine dei preti e mantenne il titolo di San Lorenzo in Damaso; il 23 ottobre 1645 optò per l'ordine dei vescovi ed ebbe la sede suburbicaria di Sabina, mantenendo il titolo di San Lorenzo in Damaso. Il 5 novembre dello stesso anno fu ordinato vescovo dal cardinale Girolamo Colonna, assistito da Giovan Battista Scannarolli vescovo di Sidon e da Bernardino Panicola, vescovo di Ravello e Scala.
L'11 ottobre 1666 optò per le sedi suburbicarie di Ostia e Velletri, sempre mantenendo il titolo di San Lorenzo in Damaso.

### Ultimi anni e morte
Decano del Sacro Collegio dei Cardinali, morì a Roma il 10 dicembre 1679 all'età di 82 anni e fu sepolto nella Basilica di San Pietro.

## Opere
Barberini fu un appassionato umanista e un cultore di storia ecclesiastica e riunì intorno a sé un folto circolo di eruditi. Oltre ai numerosi scritti e alle composizioni poetiche in latino, rimasti inediti, fu autore della prima traduzione italiana dei Ricordi di Marco Aurelio, stampata a Roma senza il nome dell'autore nel 1675, con le varianti del testo originale tratte dal Codex Vaticanus Graecus 1950, l’unico manoscritto completo dell'opera dell'imperatore, che allora si trovava ancora nella biblioteca dell'abate Stefano Gradi.

## Genealogia episcopale e successione apostolica
La genealogia episcopale è:
- Cardinale Guillaume d'Estouteville, O.S.B.Clun.
- Papa Sisto IV
- Papa Giulio II
- Cardinale Raffaele Riario
- Papa Leone X
- Papa Paolo III
- Cardinale Francesco Pisani
- Cardinale Alfonso Gesualdo
- Papa Clemente VIII
- Cardinale Pietro Aldobrandini
- Cardinale Laudivio Zacchia
- Cardinale Antonio Barberini, O.F.M.Cap.
- Cardinale Girolamo Colonna
- Cardinale Francesco Barberini

La successione apostolica è:
- Arcivescovo Fabrizio Campana, O.S.B. (1651)
- Cardinale Marzio Ginetti (1653)
- Vescovo Ulisse Orsini (1654)
- Vescovo Marcello Anania (1654)
- Cardinale Carlo Gualterio (1654)
- Vescovo Flaminio Marcellino (1655)
- Vescovo Bonifacio Agliardi, C.R. (1655)
- Vescovo Ettore Molza (1655)
- Arcivescovo Pietro Martínez y Rubio (1657)
- Vescovo Alessandro Pallavicini, O.S.B. (1660)
- Vescovo Richard de Sade (1660)
- Cardinale Stefano Brancaccio (1660)
- Vescovo Diego Castiglione Morelli (1662)
- Vescovo Jean-Baptiste de Strambin, O.F.M. (1662)
- Vescovo Giovanni Paolo Garzoni (1663)
- Vescovo Stefano Spinola, C.R.S. (1664)
- Vescovo Michelangelo Bonadies, O.F.M. (1665)
- Vescovo Jean-Baptiste de Sade (1666)
- Vescovo Antonio Marinari, O.Carm. (1667)
- Vescovo Charles-Joseph de Suarès (1667)
- Vescovo Andrea Tontoli (1667)
- Arcivescovo Giacomo Lenza, O.S.B. (1667)
- Arcivescovo Giovanni Evangelista Parzaghi, O.F.M. (1669)
- Vescovo Tommaso d'Aquino, C.R. (1670)
- Vescovo Andrea Tamantini (1670)
- Vescovo Nikola Spanic (1673)
- Vescovo Francesco Maria Rini, O.F.M. (1674)
- Vescovo Ottaviano della Rovere, B. (1675)
- Vescovo Giacomo Fantuzzi (1677)
- Vescovo Francesco Crisolini (1678)
- Vescovo Angelo Grimaldi, O.P. (1679)

## Ascendenza
|                     |   |                       | Genitori         |  |  | Nonni |  |  | Bisnonni        |  |  | Trisnonni           |  |
|                     |   |                       |                  |  |  |       |  |  | Carlo Barberini |  |  | Francesco Barberini |  |
|                     |   |                       |                  |  |  |       |  |  | Carlo Barberini |  |  | Francesco Barberini |  |
|                     |   | Marietta Miniati      |                  |  |  |       |  |  | Carlo Barberini |  |  |                     |  |
| Antonio Barberini   |   |                       |                  |  |  |       |  |  | Carlo Barberini |  |  |                     |  |
|                     |   | Marietta Rustici      | Bernardo Rustici |  |  |       |  |  |                 |  |  |                     |  |
|                     |   | Marietta Rustici      | Bernardo Rustici |  |  |       |  |  |                 |  |  |                     |  |
|                     |   | Marietta Rustici      | …                |  |  |       |  |  |                 |  |  |                     |  |
| Carlo Barberini     |   | Marietta Rustici      |                  |  |  |       |  |  |                 |  |  |                     |  |
|                     |   | Gian Donato Barbadori | …                |  |  |       |  |  |                 |  |  |                     |  |
|                     |   | Gian Donato Barbadori | …                |  |  |       |  |  |                 |  |  |                     |  |
|                     |   | Gian Donato Barbadori | …                |  |  |       |  |  |                 |  |  |                     |  |
| Camilla Barbadori   |   | Gian Donato Barbadori |                  |  |  |       |  |  |                 |  |  |                     |  |
|                     |   | Nannina Cambi         | Lorenzo Cambi    |  |  |       |  |  |                 |  |  |                     |  |
|                     |   | Nannina Cambi         | Lorenzo Cambi    |  |  |       |  |  |                 |  |  |                     |  |
|                     |   | Nannina Cambi         | Caterina Capponi |  |  |       |  |  |                 |  |  |                     |  |
| Francesco Barberini |   | Nannina Cambi         |                  |  |  |       |  |  |                 |  |  |                     |  |
|                     | … | …                     |                  |  |  |       |  |  |                 |  |  |                     |  |
|                     | … | …                     |                  |  |  |       |  |  |                 |  |  |                     |  |
|                     | … | …                     |                  |  |  |       |  |  |                 |  |  |                     |  |
| Vincenzo Magalotti  | … |                       |                  |  |  |       |  |  |                 |  |  |                     |  |
|                     |   | …                     | …                |  |  |       |  |  |                 |  |  |                     |  |
|                     |   | …                     | …                |  |  |       |  |  |                 |  |  |                     |  |
|                     |   | …                     | …                |  |  |       |  |  |                 |  |  |                     |  |
| Costanza Magalotti  |   | …                     |                  |  |  |       |  |  |                 |  |  |                     |  |
|                     |   | …                     | …                |  |  |       |  |  |                 |  |  |                     |  |
|                     |   | …                     | …                |  |  |       |  |  |                 |  |  |                     |  |
|                     |   | …                     | …                |  |  |       |  |  |                 |  |  |                     |  |
| Clarice Capponi     |   | …                     |                  |  |  |       |  |  |                 |  |  |                     |  |
|                     |   | …                     | …                |  |  |       |  |  |                 |  |  |                     |  |
|                     |   | …                     | …                |  |  |       |  |  |                 |  |  |                     |  |
|                     |   | …                     | …                |  |  |       |  |  |                 |  |  |                     |  |
|                     |   | …                     |                  |  |  |       |  |  |                 |  |  |                     |  |